# Болгария на летних Олимпийских играх 1964
Болгария принимала участие в Летних Олимпийских играх 1964 года в Токио (Япония) в восьмой раз за свою историю, и завоевала три золотые, пять бронзовых и две серебряные медали. Сборная страны состояла из 63 человек (56 мужчин, 7 женщин), которые приняли участие в соревнованиях по 9 видам спорта (лёгкая атлетика, бокс, гребля на байдарках и каноэ, велоспорт, гимнастика, стрельба, волейбол, тяжёлая атлетика, борьба).

## Медалисты
| Медаль  | Спортсмен         | Вид спорта | Дисциплина                                         |
| ------- | ----------------- | ---------- | -------------------------------------------------- |
| Золото  | Боян Радев        | Борьба     | Мужчины, греко-римская борьба, до 97 кг            |
| Золото  | Енё Вылчев        | Борьба     | Мужчины, вольная борьба, до 70 кг                  |
| Золото  | Продан Гарджев    | Борьба     | Мужчины, вольная борьба, до 87 кг                  |
| Серебро | Ангел Керезов     | Борьба     | Мужчины, греко-римская борьба, до 52 кг            |
| Серебро | Кирил Петков      | Борьба     | Мужчины, греко-римская борьба, до 78 кг            |
| Серебро | Станчо Колев      | Борьба     | Мужчины, вольная борьба, до 63 кг                  |
| Серебро | Лютви Ахмедов     | Борьба     | Мужчины, вольная борьба, свыше 97 кг               |
| Серебро | Величко Величков  | Стрельба   | Мужчины, малокалиберная винтовка с 3 позиций, 50 м |
| Бронза  | Саид Мустафов     | Борьба     | Мужчины, вольная борьба, до 97 кг                  |
| Бронза  | Александр Николов | Бокс       | Мужчины, вольная борьба, до 81 кг                  |

## Состав олимпийской сборной Болгарии

### Гимнастика

#### Спортивная гимнастика
Спортсменов — 1
Женщины
| Спортсмены           | Снаряд                | Квалификация | Квалификация | Финал     | Финал     |
| Спортсмены           | Снаряд                | Очки         | Место        | Очки      | Место     |
| -------------------- | --------------------- | ------------ | ------------ | --------- | --------- |
| Лилиана Александрова | абсолютное первенство |              |              | 72,364    | 57        |
| Лилиана Александрова | вольные упражнения    | 18,033       | 58           | Не прошла | Не прошла |
| Лилиана Александрова | опорный прыжок        | 18,399       | 51           | Не прошла | Не прошла |
| Лилиана Александрова | разновысокие брусья   | 17,666       | 61           | Не прошла | Не прошла |
| Лилиана Александрова | бревно                | 18,266       | 49           | Не прошла | Не прошла |